# ピーター・テイラー (1953年生のサッカー選手)
ピーター・ジョン・テイラー（Peter John Taylor, 1953年1月3日 - ）は、イングランド・エセックス・ロッチフォード出身の元サッカー選手、サッカー指導者。現役時代のポジションはFW。

## 現役経歴
地元クラブのサウスエンド・ユナイテッドFCでキャリアをスタートさせると、1971-72シーズンに3部リーグへの昇格に貢献。1973年に2部リーグのクリスタル・パレスFCに11万ポンドで移籍した。クリスタル・パレスでは2度のクラブ年間最優秀選手に選ばれた。1975-76シーズンにはFAカップベスト4に貢献。1976年9月にトッテナム・ホットスパーFCへ40万ポンドの移籍金で移籍し、1980年まで在籍した。トッテナムを退団以降は下部のチームを転々とした。
1976年にサッカーイングランド代表の初キャップを記録。4試合に出場し、2得点を挙げた。

## 監督経歴
ダートフォードFCにて選手兼任監督として監督のキャリアをスタートさせた。古巣サウスエンド・ユナイテッドFCの監督を務めた後、サッカーイングランド代表監督のグレン・ホドルからU-21サッカーイングランド代表監督に任命された。
ジリンガムFCを3部から2部へ昇格に導いた後、2000-01シーズンからはプレミアリーグのレスター・シティFCの監督に就任。スタートダッシュに成功し、9月のプレミアリーグ月間最優秀監督に選ばれた。2001-02シーズンは不調で9月に解任された。レスターの監督在任中にイングランドフル代表の暫定監督を1試合務めた。
その後ブライトン・アンド・ホーヴ・アルビオンFCでは3部リーグ優勝に導き、ハル・シティAFCではチームを4年間で4部から2部へ昇格させた。また、ウィコム・ワンダラーズFCでもチームを4部から3部へ昇格させた。
2011年からサッカーバーレーン代表の監督を務めた。湾岸協力会議加盟国のチームで行われた大会でバーレーン代表を初めての優勝に導き、パンアラブ競技大会でも優勝に導いた。

## タイトル・表彰
レスター
- プレミアリーグ月間最優秀監督:2000年9月

ブライトン
- フットボールリーグ・セカンドディビジョン:2001-02

バーレーン代表
- パンアラブ競技大会:2011
- 湾岸協力会議ゲーム:2011